# Vivian Bahlmann
Vivian Bahlmann (* 17. September 1991 in Berlin) ist eine deutsche Journalistin und Rugby-Union-Spielerin.
Seit 2003 ist Bahlmann im RK 03 Berlin aktiv und spielt für den Rugby-Union-Verein abwechselnd auf den Positionen Innendreiviertel, Verbinder und Pfeiler in der Bundesliga. Seit 2010 ist sie als Nationalspielerin sowohl im Kader der deutschen Rugby-Union-Nationalmannschaft, als auch der Siebener-Rugby-Nationalmannschaft vertreten. Von 2012 bis 2014 wurde sie von der Sportfördergruppe der Bundeswehr unterstützt und konnte sich damit in Vollzeit dem Sport widmen. Weitere Erfahrung sammelte sie zudem als Spielerin für die internationalen Auswahlmannschaften The Cats Sevens und Tribe Sevens auf Turnieren im olympischen Siebener-Rugby.
Bahlmann absolvierte zwischen 2019 und 2021 die RTL Journalistenschule und arbeitete bereits davor freiberuflich als Reporterin für das Sportressort der Berliner Zeitung sowie den Hörfunksender Flux FM. Ferner war sie 2018 im Rahmen der Siebener-Rugby-Weltmeisterschaft ehrenamtlich aktiv sowie 2019 an der Produktion der Fernsehsendung Rugby Tonight beteiligt, die von dem Fernsehsender BT Sport ausgestrahlt wurde. Seit 2020 ist Bahlmann hauptberuflich als Moderatorin und Redakteurin der beiden Fernsehsender RTL und N-TV tätig.